# Arquidiocese de Santo André e Edimburgo
A Arquidiocese de Santo André e Edimburgo (Archidiœcesis Sancti Andreæ et Edimburgensis) é uma arquidiocese da Igreja Católica situada em Edimburgo, Escócia. É a Sé Primacial da Escócia. Seu atual arcebispo é Leo William Cushley. Sua Sé é a Catedral Metropolitana de Santa Maria da Assunção de Edimburgo.
Possui 113 paróquias servidas por 120 padres, contando com 7,6% da população jurisdicionada batizada.

## História
O mosteiro de Saint Andrews foi fundado em meados do século VIII, provavelmente durante o reinado de Óengus I, rei dos pictos. Logo tornou-se sede de um bispo-abade, o mais importante da Escócia. O primeiro bispo conhecido é Fothad.
Em 1300, a diocese incluia cerca de 232 igrejas paroquiais, divididos em dois arquidiaconias e oito diaconias territoriais:
- arquidiaconia de Saint Andrews, com os decanatos de Angus, Fife, Fothriff, Gowrie e Mearns;
- arquidiaconia de Lothian, com os decanatos de Haddington, Linlithgow e Merse.

Em 17 de agosto de 1472, a diocese foi elevada à categoria de arquidiocese metropolitana com a bula Triumphans Pastor Aeternus do Papa Sisto IV, com oito dioceses sufragâneas: Aberdeen, Brechin, Caithness, Dunblane, Dunkeld, Moray, Orkney e Ross.
O último arcebispo de Saint Andrews era John Hamilton, que morreu em 1571. Ele foi sucedido por John Douglas que quebrou a comunhão com a Santa Sé e estabeleceu uma série de Bispos da Igreja Episcopal da Escócia. A Arquidiocese de Saint Andrews católica foi suprimida em 1688.
A Prefeitura Apostólica da Escócia foi erigida pelo Papa Inocêncio X em 13 de outubro de 1653. O Papa Inocêncio XII elevou a prefeitura apostólica a vicariato apostólico em 16 março de 1694.
Em 23 de julho de 1727, o Vicariato foi dividido, dando origem ao vicariato apostólico do Distrito das Highlands e para esse público, que assumiu o nome do vicariato apostólico do Distrito da Planície (Lowland District of Scotland).
Em 13 de fevereiro de 1827 com o breve Quanta laetitia do Papa Leão XII foi dividido novamente dando origem ao vicariato apostólico do Distrito Ocidental e para esse público, que mudou seu nome para vicariato apostólico do Distrito Oriental (Eastern District of Scotland).
A arquidiocese foi restaurada com o nome atual em 4 de março de 1878 com a bula Ex supremo Apostolatus do Papa Leão XIII.

## Prelados

### Prelados antes da Reforma
- Fothad I †
- Cellach I †
- Máel Ísu I †
- Cellach II †
- Máel Muire †
- Máel Ísu II †
- Ailín †
- Máel Dúin †
- Túathal †
- Fothad II †
- Gregory (ou Giric) †
- Cathróe †
- Turgot † (1109 - 1115)
- Eadmer † (1117 ou 1120)
- Robert † (1122 - 1159)
- Ernald † (1160 - 1162)
- Richard the Chaplain † (1163 - 1175)
- Hugh † (1178 - 1188)
- Roger de Beaumont † (1189 - 1202)
- William de Malvoisin, O.F.M. † (1202 - 1238)
- David de Bernham † (1239 - 1253)
- Abel de Gullane † (1254 - 1254)
- Gamelin † (1255 - 1271)
- William Wishart † (1273 - 1279)
- William Fraser † (1280 - 1297)
- William de Lamberton † (1298 - 1328)
- James Bane † (1328 - 1332)
  - Sede vacante (1332-1342)
- William de Landallis † (1342 - 1385)
- Walter Trail † (1385 - 1401)
- Henry Wardlaw † (1403 - 1440)
- James Kennedy † (1440 - 1465)
- Patrick Graham † (1465 - 1476)
- William Scheves † (1476 - 1497)
- James Stewart † (1497 - 1503)
- Alexander Stewart † (1504 - 1513)
  - Innocenzo Cybo † (1513 - 1514) (administrador apostólico)
- Andrew Forman † (1514 - 1522)
- James Beaton † (1522 - 1539)
  - David Beaton † (1539 - 1546 ) (administrador apostólico)
- John Hamilton † (1547 - 1571)[2]

### Prelados após a Reforma
- William Ballantine † (1653 - 1661)
- Alexander Winchester † (1662 - 1693)
- Thomas Nicolson † (1694 - 1718)
- James Gordon † (1718 - 1746)
- Alexander Smith † (1746 - 1767)
- James Grant † (1767 - 1778)
- George Hay † (1778 - 1805)
- Alexander Cameron † (1805 - 1825)
- Alexander Paterson † (1825 - 1831)
- Andrew Carruthers † (1832 - 1852)
- James Gillies † (1852 - 1864)
- John Menzies Strain † (1864 - 1883)
- William Smith † (1885 - 1892)
- Angus McDonald † (1892 - 1900)
- James August Smith † (1900 - 1928)
- Andrew Thomas (Joseph) McDonald † (1929 - 1950)
- Gordon Joseph Gray † (1951 - 1985)
- Keith Michael Patrick O'Brien † (1985 - 2013 )
- Leo William Cushley (desde 2013)